# Kiss Unplugged
Kiss Unplugged — концертный альбом американской рок-группы Kiss, вышедший в 1996 году, записан на шоу MTV Unplugged 9 августа 1995 года.

## Об альбоме
Пол Стэнли и Джин Симмонс связались с бывшими участниками группы, Эйсом Фрэйли и Питером Криссом, и пригласили их принять участие в выступлении. Реакция фанатов на появление Фрэйли и Крисса была настолько положительной, что в 1996 году последовало воссоединение Kiss в оригинальном составе, впервые с 1980 года.
Это было единственное выступление оригинального состава Kiss без грима, а также единственный раз, когда Фрэйли и Крисс были на одной сцене с Эриком Сингером и Брюсом Куликом.
Концерт был издан на CD и DVD в 1996 году, а также как часть Kissology Volume Three: 1992–2000 в более полной версии; в частности, были добавлены «Hard Luck Woman» (с Полом Стэнли на вокале), «Heaven's on Fire», «Spit», «C'mon and Love Me» и кантри-версия «God of Thunder».

## Отзывы критиков
Allmusic поставил альбому три звезды из пяти:

«Они превзошли все ожидания; учитывая их новообретённую энергию, обаяние и любовь к музыке, их выступление послужило катализатором для начала успешного мирового реюньон-тура» — Allmusic
Оригинальный текст (англ.)They exceeded expectations and, given their newfound energy, charisma, and love for the music, their performance provided the catalyst for the beginning of a successful world reunion tour.

## Список композиций
| №   | Название                   | Автор(ы)                         | Основной вокал         | Длительность |
| --- | -------------------------- | -------------------------------- | ---------------------- | ------------ |
| 1.  | «Comin' Home»              | Пол Стэнли, Эйс Фрэйли           | Стэнли                 | 2:51         |
| 2.  | «Plaster Caster»           | Джин Симмонс                     | Симмонс                | 3:17         |
| 3.  | «Goin' Blind»              | Симмонс, Стивен Корнел           | Симмонс                | 3:37         |
| 4.  | «Do You Love Me?»          | Стэнли, Боб Эзрин, Ким Фоули     | Стэнли                 | 3:13         |
| 5.  | «Domino»                   | Симмонс                          | Симмонс                | 3:46         |
| 6.  | «Sure Know Something»      | Стэнли, Вини Понциа              | Стэнли                 | 4:14         |
| 7.  | «A World Without Heroes»   | Симмонс, Стэнли, Эзрин, Лу Рид   | Симмонс                | 2:57         |
| 8.  | «Rock Bottom»              | Стэнли, Фрэйли                   | Стэнли                 | 3:20         |
| 9.  | «See You Tonight»          | Симмонс                          | Симмонс                | 2:26         |
| 10. | «I Still Love You»         | Стэнли, Винни Винсент            | Стэнли                 | 6:09         |
| 11. | «Every Time I Look at You» | Стэнли, Эзрин                    | Стэнли                 | 4:43         |
| 12. | «2,000 Man»                | Мик Джаггер, Кит Ричардс         | Фрэйли                 | 5:12         |
| 13. | «Beth»                     | Питер Крисс, Эзрин, Стэн Пенридж | Крисс                  | 2:50         |
| 14. | «Nothin' to Lose»          | Симмонс                          | Эрик Сингер, Крисс     | 3:42         |
| 15. | «Rock and Roll All Nite»   | Симмонс, Стэнли                  | Симмонс, Фрэйли, Крисс | 4:20         |
| 16. | «Got to Choose»            | Стэнли                           | Стэнли                 | 4:01         |

## Участники записи
- Пол Стэнли — акустическая гитара, ведущий вокал
- Джин Симмонс — акустическая бас-гитара, ведущий вокал
- Брюс Кулик — акустическая гитара
- Эрик Сингер — ударные, бэк-вокал

а также
- Эйс Фрэйли — акустическая гитара, вокал
- Питер Крисс — ударные, вокал
- Филл Эшли — клавишные в «Every Time I Look at You»
- Джон Гриндстафф — дирижёр; аранжировки в «Every Time I Look at You»

## Чарты
| Год  | Чарт          | Позиция |
| ---- | ------------- | ------- |
| 1996 | ARIA Charts   | 4       |
| 1996 | Billboard 200 | 15      |

| Год  | Сингл                    | Чарт                   | Позиция |
| ---- | ------------------------ | ---------------------- | ------- |
| 1996 | «Rock and Roll All Nite» | Mainstream Rock Tracks | 13      |

## Сертификации
| Дата              | Значение | Всего продано |
| ----------------- | -------- | ------------- |
| Аргентина (CAPIF) | Золото   | 30,000        |
| США (RIAA)        | Золото   | 500,000       |
| США (RIAA) видео  | Золото   | 50,000        |